# Mariano Frúmboli
Mariano Chicho Frúmboli (ur. 21 września 1970 w Buenos Aires) – argentyński tancerz i instruktor tanga. Jest uważany za współtwórcę tango nuevo.

## Życiorys
Wychowywał się w rodzinie muzykalnej, jego ojciec był wykształconym gitarzystą. W wieku trzynastu lat rozpoczął naukę gry na perkusji. Od 1992 do 1998 roku studiował aktorstwo pod okiem Cristiny Banegas w Buenos Aires. W latach 1994–1998 uczył się tanga u Ricarda Barriosa i Victorii Vieyry. Swoją karierę nauczyciela i tancerza tanga rozpoczął w 1999 roku ze swoją ówczesną partnerką Lucíą Mazer. Od 2003 do 2006 roku występował i uczył z Eugenią Parrillą. Jego obecna partnerką jest Juana Sepúlveda. Występował na żywo z wieloma orkiestrami, m.in. Gotan Project, Tanghetto i Narcotango.

## Filmografia
2008 – Mariano „Chicho” Frumboli wystąpił w filmie dokumentalnym Cafe de los Maestros reżyserowanego przez Miguela Kohana.